# بادام روسی
بادام روسی (نام علمی: Prunus tenella) نام یک گونه از سرده پرونوس است.